# 弗拉迪米尔·贝亚拉
弗拉迪米尔·贝亚拉（1928年11月2日—2014年8月11日），克罗地亚男子足球运动员，司职守门员。他曾代表南斯拉夫国奥队参加1952年夏季奥林匹克运动会足球比赛，获得一枚银牌。